# باغ‌بیگلری
باغ‌بیگلری ( به کردی: به‌گله‌ڕی )، روستایی از توابع بخش فیروزآباد شهرستان کرمانشاه در استان کرمانشاه ایران است.

## جمعیت
بر اساس سرشماری مرکز آمار ایران در سال ۱۳۸۵، جمعیت روستا ۸۳ نفر (۲۰خانوار) بوده‌است.
اکثر مردم آن به زبان لکی تکلم می‌کنند.
تعداد اهالی روستا بیشتر از ۱۱۰ خانوار است اما ساکنین آن بسیار کمتر هستند.